# Акривия
Акри́вия (греч. ἀκρίβεια — «точный смысл, строгая точность, тщательность») — в христианстве точный смысл, точность, строгость, соответствие букве закона; принцип решения церковных вопросов с позиции строгой определённости. Акривия означает неизменность догмата, внутреннего правила веры.
Исходя из принципа акривии должны разрешаться проблемы догматического характера. То есть в вопросах догмы необходимо руководствоваться абсолютной строгостью. Вопросы же каноники и церковной практики можно решать как с позиций акривии, так и с позиций икономии, то есть и принимая во внимание внешние обстоятельства.
Если икономия является принципом практической пользы, то акривия — принцип абсолютности, строгой определённости, исключающей всякую двусмысленность и неопределённость, которые допустимы в области практической церковной жизни и пастырской деятельности, которые решаются согласно церковной икономии.
Отсюда нельзя сделать вывод, что акривия есть подход к решению вопросов с принципиальных позиций, а икономия — подход «беспринципный», узкоутилитарный, ибо в основе того и другого лежат высшие церковные принципы.
В самом Писании надо различать: где — норма, а где — частный совет. Где акривия, а где икономия. Где — необходимая и ясная норма и её применение, а где пастырски обоснованное отступление от нормы — в сторону ли её смягчения или ужесточения.